# Elsie Mackay (actriz)
Elsie Gertrude Mackay (20 de febrero de 1893 – 6 de febrero de 1963) fue una actriz nacida en Australia que actuó en los escenarios de Estados Unidos y Gran Bretaña entre 1914 y principios de la década de 1930, y después de 1934 actuó en la radio en Australia.

## Carrera teatral
Mackay nació el 20 de febrero de 1893 en Roebourne, Australia Occidental, hijo del acaudalado pastor Samuel Peter Mackay y de Florence Gertrude Mackay, de la estación de Mundabullangana.
La educación de Mackay se completó en una escuela de acabado en Suiza. En 1910, su padre se volvió a casar y su nueva madrastra fue la actriz Fanny Dango. Los parientes de Dango, Millie Hylton y George Grossmith Jr, la introdujeron en los escenarios londinenses. El 19 de abril de 1914 se convirtió en suplente de Mrs. Patrick Campbell.
Se convirtió en actriz de la Cyril Maude Company, con la que realizó una gira por Estados Unidos en 1915. En 1916, se unió a la compañía de Herbert Beerbohm Tree en su gira por Estados Unidos, asumiendo constantemente el papel de actriz principal y actuando bajo la dirección de David Belasco.
La carrera de Mackay en los escenarios estadounidenses incluyó:
- A Woman's Name,[7]
- Grumpy en el Hollis Street Theatre, Boston. 27 de marzo de 1915–16.[8]
- Colonel Newcome 1917

En Broadway actuó en:
- Another Man's Shoes, 1918, donde reemplazo a Alma Tell como la actriz principal de Lionel Atwill,[10]
- A Well-Remembered Voice, 1919
- As You Like It, como Rosalind 1919,
- Clarence, como Violet Pinney 1919,
- Poldekin, como Maria 1920,

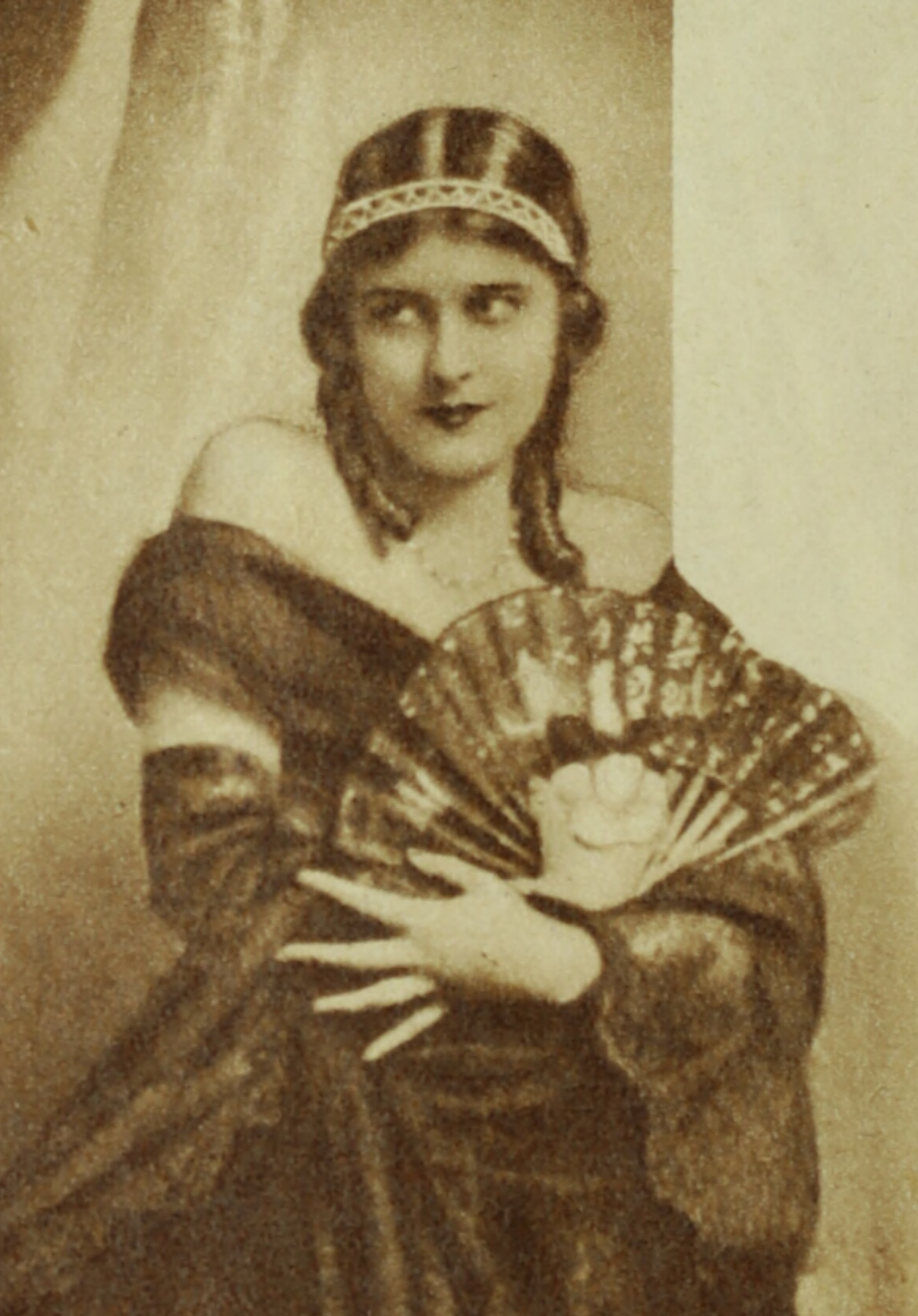
The Wireless Weekly, (20 de noviembre de 1936)

- Deburau, como Marie Duplessis, 1921,
- The White-Faces Fool, 1922

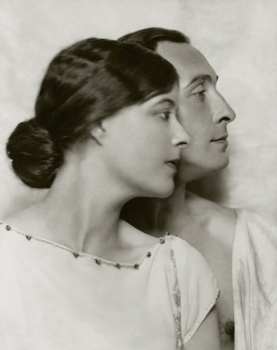
Mackay y Atwill, promocionando The White-Faced Fool, 1922

- The Comedian, como Jacqueline, 1923,
- The New Gallantry, 1925.

Su único papel en el cine fue el de protagonista femenina en la comedia muda Nothing But the Truth junto con Taylor Holmes. Motion Picture News de enero-febrero de 1920 señaló que era su primera película, pero informó de que "no tiene personalidad en la pantalla. Parecía algo consciente de la cámara... y no salía bien en las fotos".
En diciembre de 1933 regresó a Australia con su segundo marido, el actor Max Montesole, nacido en Inglaterra. Juntos dieron recitales y actuaron en radioteatros.

## Vida personal
En 1920 Mackay se convirtió en la segunda esposa del actor Lionel Atwill.
Mackay y Montesole se casaron en 1933 en St. Germans, Cornualles, Inglaterra. La pareja se trasladó a Australia a finales de 1933, donde trabajaron juntos, a menudo en la radio. Montesole falleció en Perth en 1942. Elsie se casó con James Stanley Smith en 1957. Murió en Hawthorn, Victoria, Australia en 1963 como Elsie Gertrude Smith. Fue enterrada junto a su padre, su hermano Peter y su madrastra Fanny Dango.

## Enlaces
- Esta obra contiene una traducción  derivada de «Elsie Mackay (actress)» de Wikipedia en inglés, publicada por sus editores bajo la Licencia de documentación libre de GNU y la Licencia Creative Commons Atribución-CompartirIgual 4.0 Internacional.
- Wikimedia Commons alberga una categoría multimedia sobre Elsie Mackay.
- Elsie Mackay en Internet Movie Database (en inglés).
- Nick Murphy, , at the Forgotten Australian Actors website, 7 de abril de 2018
- Elsie Mackay (actriz) en Internet Broadway Database (en inglés)

- Datos: Q5367607
- Multimedia: Elsie Mackay (Australian actress) / Q5367607